# اسور (الطفة)

تعديل مصدري - تعديل

اسور هي إحدى قرى عزلة السعيدية بمديرية الطفة التابعة لمحافظة البيضاء، بلغ تعداد سكانها 69 نسمة حسب تعداد اليمن لعام 2004.